# Cikánský dolík
Cikánský dolík (dříve Na Pustých lukách) je chráněné slatiniště v okrese Kladno ve Středočeském kraji. Chráněné území s rozlohou 0,65 ha bylo vyhlášeno 29. října 1987 jako chráněný přírodní výtvor, ale roku 1994 jej Ministerstvo životního prostředí prohlásilo za národní přírodní památku.
Předmětem ochrany je výskyt kriticky ohrožených druhů rostlin, zejména lněnky zobánkaté a šášiny načernalé. Důležité je také pěnovcové prameniště, jediné zachovalé luční prameniště pěnovců v oblasti Džbánu.[nenalezeno v uvedeném zdroji] Jedná se o území, které musí být pravidelně udržované, jelikož místní druhy čelí expanzivním druhům. Udržovat se také musí vodní režim, který byl v minulosti narušen. 
Národní přírodní památka je spravována Agenturou ochrany přírody a krajiny ČR. Rezervace neleží na žádné turisticky značené trase.

## Historie
Území Cikánský dolík, dříve nazývané Na Pustých lukách, je součástí Žerotínských údolí, která dříve byla hojně využívána k rybníkářství a jako lesní školky. Snaha o zalesnění smrkem ztepilým (Picea abies), borovicí lesní (Pinus sylvestris) a modřínem opadavým (Larix decidua) v této oblasti ovšem neuspěla. Po opakujících se neúspěšných pokusech se území využívalo jako pastviny. Také zde byla těžena rašelina pro lázeňské účely a za první světové války za účelem topení. Obrat v ochraně nastal díky Josefu Houdovi, který v roce 1969 popsal přírodu Džbánu v knize Džbán: Ochranářská studie. Kniha byla motivací k vyhlášení nejen přírodního parku Džbán, ale i ostatních chráněných území v oblasti Džbánska.
Své jméno získala památka v 17. století.[zdroj?] Bílichovské lesy a údolí často sloužily jako útočiště v období povstání. V historických povídkách je uváděno, že zde sídlil poustevník Gothard, který poskytoval úkryt ostatním. Poustevníkem, po kterém bylo místní údolí pojmenováno, byl kat Jan Mydlář, který měl sebou psa Cikána.

## Přírodní poměry
Cikánský dolík se nachází v pohoří Džbán, které tvoří samostatný geomorfologický celek charakteristický svým tvarem a vývojem reliéfu. Nevysoká vrchovina je sevřena mezi Severočeskou hnědouhelnou pánví a Kladensko-rakovnickou pánví. Pro tento geomorfologický celek jsou charakteristické rozsáhlé náhorní plošiny, které jsou od sebe odděleny širokými údolími. 
Džbán se dělí v rámci českého geomorfologického členění na dva podcelky a čtyři okrsky, přičemž Cikánský dolík se nachází v okrsku Srbečská pahorkatina. 
Cikánský dolík se překrývá s dalšími významnými územími, těmi jsou evropsky významná lokalita Smradovna a přírodní park Džbán. 
Přírodní park Džbán je tvořen převážně lesní vegetací pozměněnou dlouhodobým lesním hospodařením. Pouze v některých částech se povedlo zachovat původní společenstva, jimiž jsou vápnomilné bučiny, acidofilní doubravy a údolní jasanovo-olšové luhy.

### Podnebí

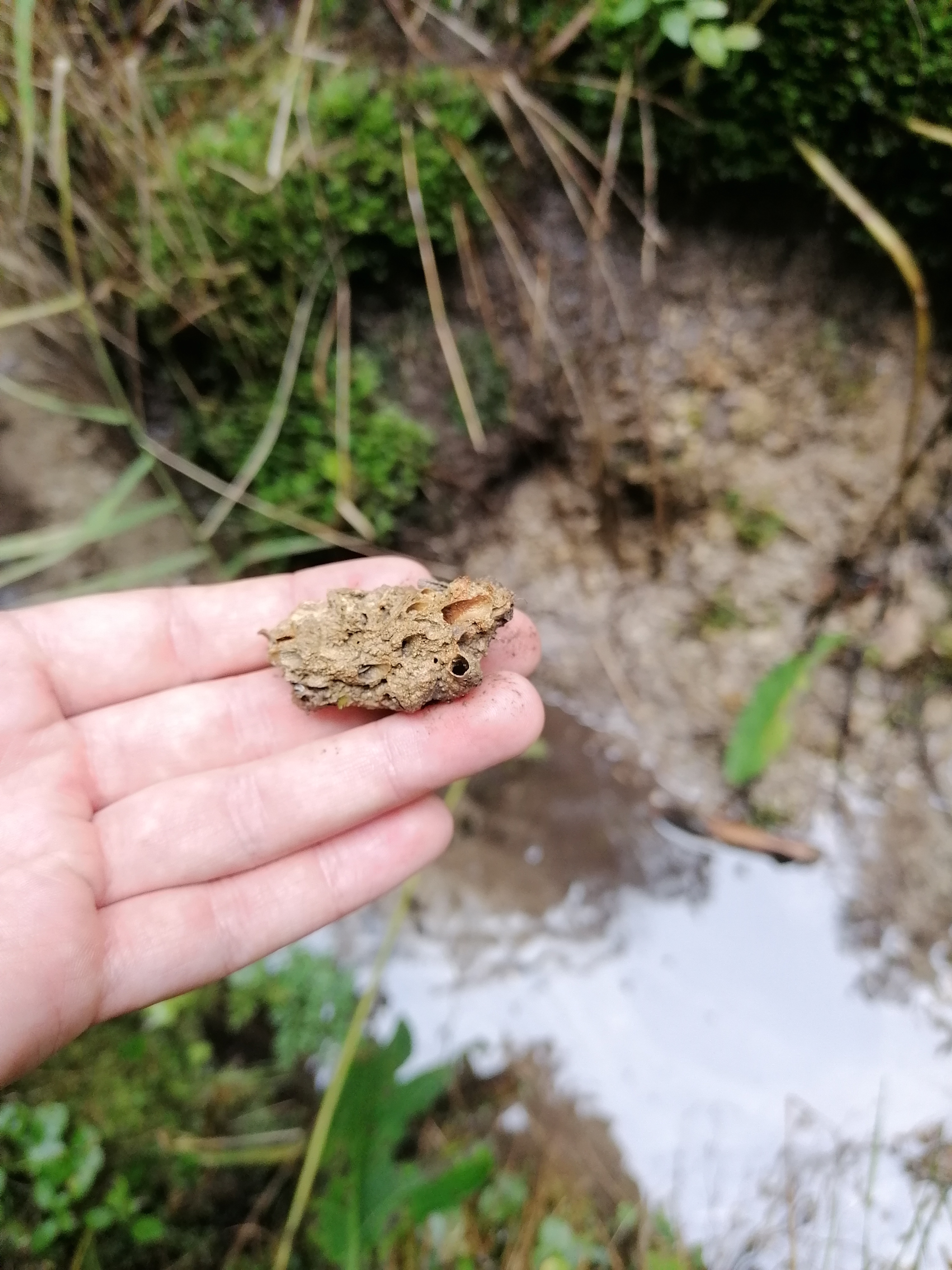
Pěnovec z lučního prameniště

Oblast Džbánu ovlivňuje srážkový stín Krušných hor, který snižuje množství srážek skoro o 20 %. Proto je oblast charakteristická mírně teplým a suchým klimatem. Průměrné srážky jsou relativně nízké v rozmezí 490–510 mm na rozdíl od průměrných teplot, které se pohybují v rozmezí 8,3–8,9 °C. Hodnoty vycházejí z měření mezi lety 1901–1950.

### Hydrologie
Celé území Džbánu je velmi pramenité. Slatinou přímo protéká Samotínský potok, který tvoří spodní hranici území a dále se vlévá do Žerotínského potoka. I přes značnou ochranu území a zákaz jakéhokoliv zásahu do vodního režimu došlo v devadesátých letech 20. století k prohloubení odvodňujících struh, díky čemuž se oblast pozměnila ve střídavě vlhké louky. Větší odvodnění prostředí má negativní vliv na tvorbu pěnovců, které pro svůj vznik potřebují vodní toky.

### Pedologie a geologie
Geologickou stavbu území Džbánu tvoří křídové písčito-vápnité slínovce a silné opukové vrstvy. V celém území převládá hnědozem, která místy může přecházet v podzol. Půda je zde silně vápnitá a podmáčená.[nenalezeno v uvedeném zdroji] Díky styku slínovců a těmto dvěma aspektům dochází k vysrážení pěnovců.
V roce 1961 byl proveden rozbor rašeliny Výzkumným ústavem lesního hospodářství a myslivosti, který v ní zjistil velmi malý obsah živin, vyšší obsah uhlíku, dusíku a sulfidůželeza. Tyto tři vlastnosti mají špatný vliv především na dřeviny a proto tato oblast nebyla nijak dále využívána.

### Flora

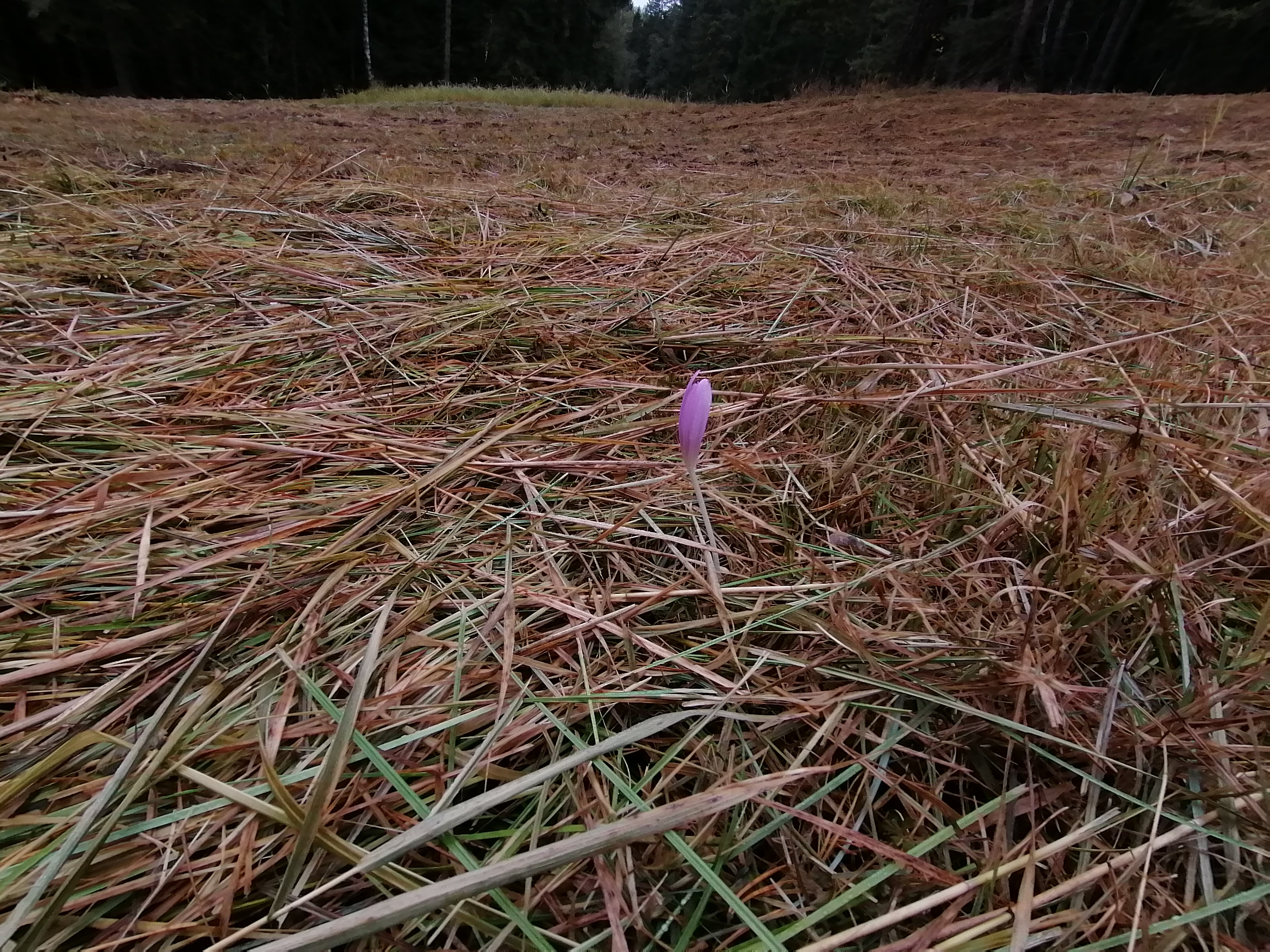
Poupě ocúnu jesenního na posekané louce

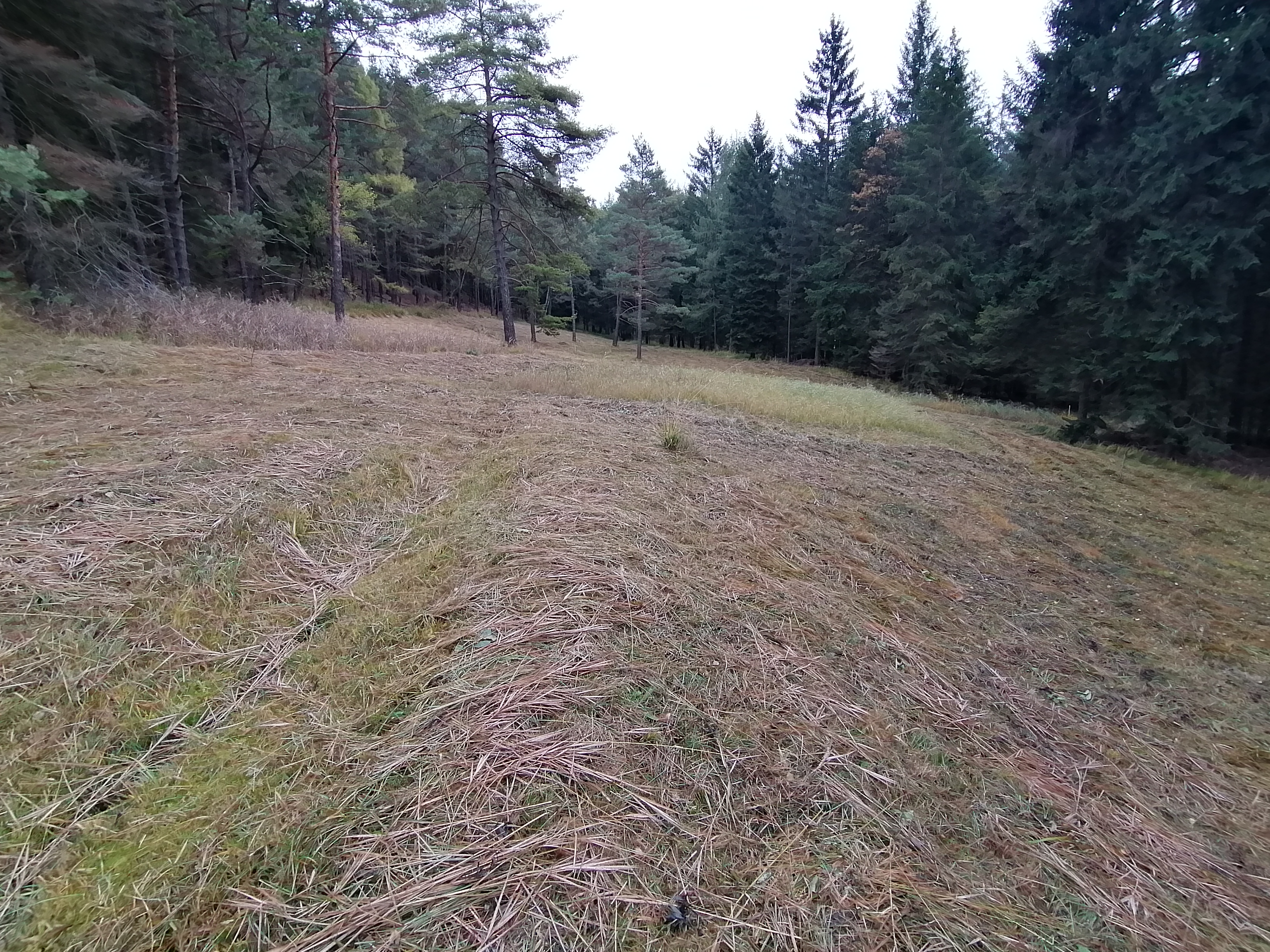
Pokosená louka

Díky špatným půdním vlastnostem se rezervace zachovala nepoškozená. Území je tvořeno slatinnou loukou, která je ze všech stran sevřená smrkovými monokulturami. V této lokalitě rostou velmi ohrožené a vzácné druhy, např. lněnka zobánkatá (Thesium rostratum), která v současné[kdy?] době roste pouze na této lokalitě v rámci Česka,  nebo šášina načernalá (Schoenus nigricans), která se v současné době vyskytuje jen na dvou lokalitách v Česku. 
Mezi další zajímavé a chráněné rostliny nacházející se na území patří např. bařička bahenní (Triglochin palustris), kohátka kalíškatá (Tofieldia calyculata), zimostrázek alpský (Polygala chamaebuxus), hadí jazyk obecný (Ophioglossum vulgatum), ostřice Davallova (Carex davalliana) a mnoho dalších.
Dříve se zde vyskytovaly vzácné druhy jako hladýš pruský (Laserpitium prutenicum) nebo mečík bahenní (Gladiolus palustris), ale za poslední desetiletí[kdy?] nebyly v lokalitě zaznamenány a je pravděpodobné jejich vyhynutí.
V dolní části slatiny, která je trvale zamokřená, se sporadicky nachází krušina olšová (Frangula alnus) a rákos obecný (Phragmites australis), který se nachází i v horní části, především v oblasti struh.

### Fauna
Hojně se zde vyskytují různé druhy obratlovců, což je dáno tím, že se národní přírodní památka nachází uvnitř velkého lesního komplexu. Vzhledem k trvale zamokřenému biotopu můžeme ve vodách spatřit čolka horského (Ichthyosaura alpestris), nebo ropuchu obecnou (Bufo bufo).  Také zde žijí vzácně se vyskytující ohrožené druhy hmyzu, např. vážka žlutoskvrnná (Orthetrum coerulescens) a páskovec kroužkovaný (Cordulegaster boltonii).

### Ochrana

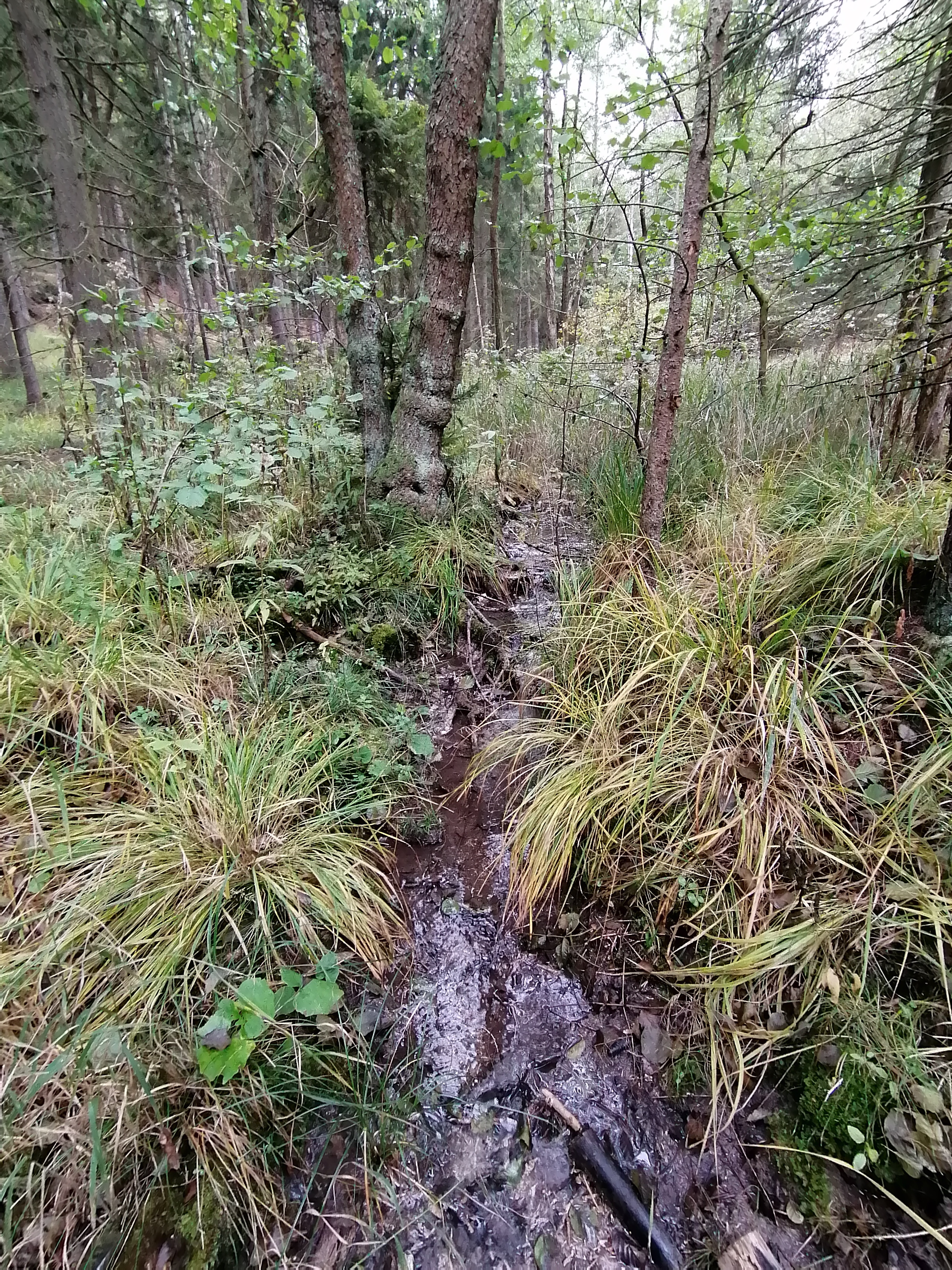
Jižní část Cikánského dolíku zarostlá náletovými dřevinami

Území je chráněno kvůli zachování vzácných druhů a jejich biotopů. Ve 20. století se zavedlo pravidelné kácení dřevin, čímž se prosvětlily plochy. Tímto zásahem se povedlo zachránit populace chráněných druhů. Prohloubením dvou struh došlo k odvodňování území, což má negativní vliv na tvorbu pěnovců. V roce 2010 byly vybudovány dřevěné přehrádky ve struhách a postupně přidávány další, díky čemuž došlo k většímu zadržování vody v prostředí a tím ke zlepšení vodního režimu v lokalitě. Je nutné pokračovat v pravidelném každoročním kosení lokality k potlačení expanzních druhů. Spodní i vrchní část lokality je nejvíce postižena expanzí rákosu obecného (Phragmites australis), který se nedaří eliminovat a krušiny olšové (Frangula alnus). Tyto oblasti by bylo vhodné kosit vícekrát ročně. Musí se ale brát zřetel, aby nebyly posekány spolu s chráněnými druhy v období kvetení.
Také je důležité opravit, vyměnit nebo doplnit stávající dřevěné přehrádky pro zadržení odtoku vody z lokality.